# Jongo

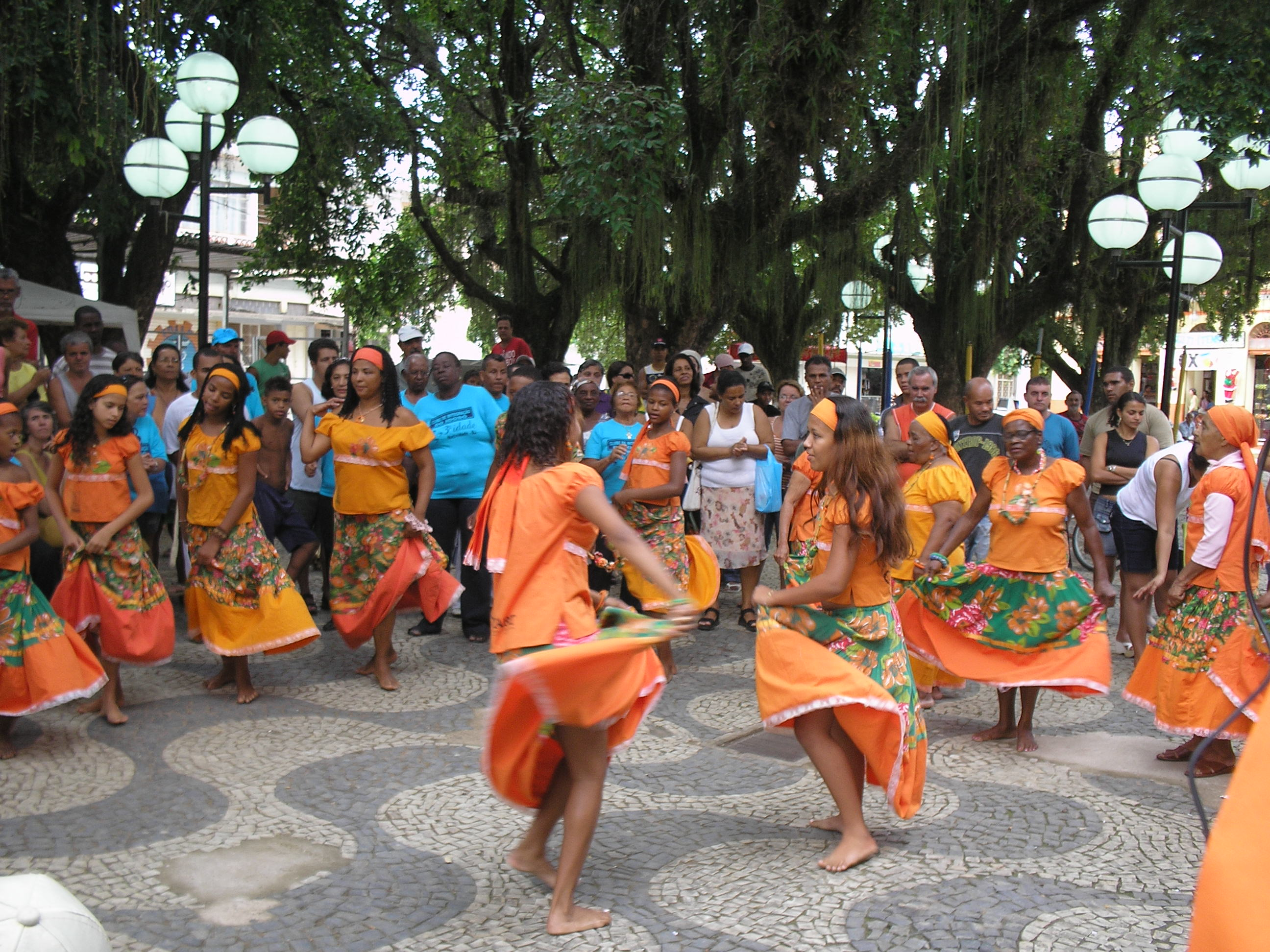

El jongo es una danza, un género musical y una manifestación cultural africana en Brasil, que influyó decisivamente en la formación de la samba y en la cultura popular brasilera como un todo. Según los jongueiros, el jongo es el "abuelo" de la samba.

## Características
Bailando y cantado, originalmente con el acompañamiento del urucungo (arco musical bantú, que originó el actual birimbau), viola y pandero, además de tres tambores consagrados, utilizados hasta nuestros días, el mayor llamado tambú o cachamú; el candongueiro; y el menor, un tambor de fricción llamado ngoma-puíta (una especie de cuica grande).

## Origen
El jongo surgió en el ámbito de las llamadas "danzas de ombligada", caracterizadas por el gesto coreográfico en que el bailarín solista con los brazos estirados y los hombros para atrás, recuesta su ombligo en la persona que va a sustituírlo, tal y como ocurre en la Semba o Masemba de Angola). Estas danzas fueron llevadas a Brasil por negros bantúes, secuestrados por los europeos en los antiguos reinos de Ndongo y del Kongo (actualmente territorio de Angola), para ser vendidos como esclavos en las Américas.
Compuesto por música y danza características (jongoo), animadas por poetas copleros que se desafían por medio de la improvisación de "puntos" y contrapuntos cantados, que tienen sus raíces en el tradicional juego de adivinanzas angolano, denominado jinongonongo.
Siendo una expresión de la religión africana, mantiene como un trazo esencial de su lenguaje la presencia de símbolos que poseen función supuestamente mágica o sagrada, provocando, según las creencias tradicionales, fenómenos mágicos. De ese modo, el fuego sirve para afinar los instrumentos e también para iluminar as almas de los antepasados; los tambores son consagrados y considerados como ancestros de la propia comunidad. La danza en círculos con una pareja en el centro simboliza la fertilidad. Las ricas metáforas utilizadas por los jongueros para componer sus "puntos" tienen un sentido que permanece inaccesible para los no jongueros.
Hay comunidades en las cuales antiguamente no podían participar las mujeres y los niños del jongo, como la "Favela da Rocinha". Otras comunidades relatan que a la participación siempre estuvo abierta para mujeres y hombres. Entre las más importantes jongueras mujeres, se cita a Clementina de Jesús.
Siempre la valorización de la ancestralidad toma la forma de un gran respeto a los más viejos, también llamados "jongueiros cumba", pues la edad se relaciona en este contexto con una gran sabiduría y poder. Esto se expresa en metáforas, como la que narra que un jongueiro cumba cierta vez plantó una bananera al comenzar una noche de fiesta de jongo y al amanecer todos cogieron bananos maduros.
Investigaciones históricas indican que el jongo posee en su origen estachi maculejon, relaciones con el hábito recurrente de las culturas bantú durante el período colonial, consistente en crear diversas comunidades organizadas internamente, entre las cuales pueden citarse inclusoo hermandades católicas, como la Congada. Estas fraternidades tuvieron un importante papel en la resistencia cultural a la esclavitud, como medio de comunicación y organización y hasta comprando u obteniendo la libertad.

## Desarrollo histórico
En la ciudad de Río de Janeiro, en el área comprendida por los barrios Madureira y Oswaldo Cruz, desde los años inmediatamente posteriores a la [abolición de la esclavitud, se practicó durante mucho tiempo el jongo en lo que era aun una zona rural de la antigua Corte Imperial, que atrajo muchos migrantes ex esclavos, oriundos de las haciendas del Valle del Paraíba. Entre os precursores de la implantación del jongo allí, se destacaron la ex esclava Maria Teresa dos Santos y sus parientes Mano Elói (Eloy Anthero Dias), Sebastião Mulequinho y Tía Eulália (Eulália do Nascimento), todos íntimamente ligados a la fundación de la Escuela de Samba Imperio Serrano, con sede en Morro da Serrinha.
A partir de mediados de la década de los 70, en el Morro do Curupira, el músico percusionista Darcy Monteiro, conocido como Mestre Darcy, a partir de los conocimientos transmitidos por su madre, la rezandera Maria Joana Monteiro (discípula de Vó Teresa), se dedicó a recrear y difundir el jongo en teatros, centros culturales y universidades, realizando talleres para estimular la práctica y conformando grupos de admiradores del jongo, que aunque practicaban apenas los aspectos más superficiales del baile, los proyectaron por fuera su ámbito tradicional original y le dieron una proyección nacional.
En Río de Janeiro es digno de mencionar también el Caxambu do Salgueiro, grupo de jongo tradicional que, dirigido por Mestre Geraldo animó hasta comienzos de la década de 1980 el Morro do Salgueiro, en el barrio Tijuca y estaba integrado por figuras históricas de esa comunidad, entre las que estaban Tia Neném e Tia Zezé, famosas integrantes de la comparsas baianas del "Grêmio Recreativo Escola de Samba Acadêmicos do Salgueiro".
El jongo es aun practicado en diversas localidades de su región de origen: el Valle del Paraíba en la Región Sudeste de Brasil, al sur del estado de Róo de Janeiro, al norte del estado de São Paulo y las haciendas de café de Minas Gerais, donde también es conocido como caxambú. Entre las diversas comunidades que mantienen esta manifestación cultural pueden citarse las localizadas en la periferia de las ciudades de Valença, Vassouras, Paraíba do Sul y Barra do Piraí en Río de Janeiro), además de Guaratinguetá y Lagoinha en São Paulo, con incidencia en las cuencas de los ríos Tietê, Pirapora y Piracicaba, también en São Paulo donde se practica el batuque e incluso en ciertas localidades al sur de Bahía.

## Encuentros de Jongueros
Em 1996 en el municipio de Santo Antônio de Pádua (RJ), el I Encuentro de Jongueiros, resultado de un projeto de extensión de la Universidad Federal Fluminense. En este encuentro participaron dos grupos de jongueros de la ciudad y otro de Miracema. A partir de ahí, el encuentro pasó a ser anual. Actualmente, cerca de trece comunidades jongueras participan.
En 2000, durante el V Encuentro, en Angra dos Reis, fue creada la Red de Memoria del Jongo y del Caxambu, con el objetivo de organizar las comunidades jongueras y fortalecer sus luchas por tierras, derechos y justicia social.
El XII Encuentro de Jongueros, realizado del 25 al 26 de abril de 2008 en Piquete (SP), registró la participación de 1000 jongueiros de Valença (Quilombo São José), Barra do Piraí, Pinheiral, Angra dos Reis, Santo Antônio de Pádua, Miracema, Serrinha, Porciúncula, Quissamã, Campos dos Goytacazes, São Mateus, Carangola, São José dos Campos, Guaratinguetá, Campinas y Piquete.

## Jongo en concierto
Em 2011, el compositor Filipe de Matos Rocha creó la Suíte Jongo da Serrinha, uma composición para orquesta que incorpora elementos rítmicos, melódicos, ritos y gestos del jongo. La composición fue sugerida por el profesor Pauxy Gentil-Nunesy y requirió de una investigación por parte del compositor, que asistió a los encuentros e identificó la influencia del jongo en obras anteriores, como Choros nº 10, de Heitor Villa-Lobos.